# Лубка
Лубка (пол. Łubka) — село в Польщі, у гміні Семень Парчівського повіту Люблінського воєводства.
Населення — 62 особи (2011).
У 1975-1998 роках село належало до Білопідляського воєводства.

## Демографія
Демографічна структура станом на 31 березня 2011 року:
|          | Загалом | Допрацездатний вік | Працездатний вік | Постпрацездатний вік |
| -------- | ------- | ------------------ | ---------------- | -------------------- |
| Чоловіки | 29      | 5                  | 22               | 2                    |
| Жінки    | 33      | 8                  | 19               | 6                    |
| Разом    | 62      | 13                 | 41               | 8                    |